# Gymnothorax mccoskeri
Gymnothorax mccoskeri és una espècie de peix de la família dels murènids i de l'ordre dels anguil·liformes.

## Morfologia
Els mascles poden assolir els 31,6 cm de longitud total.

## Distribució geogràfica
Es troba a Austràlia Occidental i al nord-est de Queensland (Austràlia).